# Emma Ljungberg
Emma Ljungberg, född den 23 januari 1994, är en svensk friidrottare med diskus som specialgren.  
Ljungberg deltog vid junior-EM i Rieti, Italien 2013 där hon kom på en 9:e plats i diskus med 48,27.
Under åren 2014 till 2017 studerade och tränade Emma Ljungberg för University of Arizona i Tuscon, Arizona, USA.

## Personliga rekord
| Utomhus - Kula – 12,03 (Växjö, Sverige 16 september 2020) - Diskus – 58,18 (Växjö, Sverige 12 september 2020) - Slägga – 49,84 (Tucson, Arizona USA 30 april 2016) - Spjut – 32,51 (Växjö, Sverige 16 september 2020) | Inomhus - Kula – 12,68 (Uddevalla, Sverige 24 februari 2013) |

### Fotnoter
1. ↑  ”Tävlingsårsskiftesövergångar 15 november 2017”. friidrott.se. 26 oktober 2017. Arkiverad från originalet den 10 oktober 2018. https://web.archive.org/web/20181010015649/http://www.friidrott.se/forbundsinfo/overgangar/arsskifte1718.aspx. Läst 7 november 2017.
2. ↑  ”Stora SM 2018”. http://www.trackandfield.se/resultat/2018/180824.htm. Läst 5 september 2018.
3. ↑  ”Friidrotts-SM 2019 Karlstad”. Arkiverad från originalet den 2 september 2019. https://web.archive.org/web/20190902083413/http://212.247.216.72/friidrott/sm19/result_t.php. Läst 17 september 2019.
4. ↑  ”Resultat: Friidrotts-SM, Uppsala 14‐16.8.20”. friidrottsstatistik.se. https://www.friidrottsstatistik.se/resultsswe.php?CID=12968582&Season=2020. Läst 1 september 2020.
5. ↑  ”Friidrotts-SM, Borås 27-29.8.21”. friidrottsstatistik.se. https://www.friidrottsstatistik.se/resultsswe.php?CID=12994166&Season=2021. Läst 29 augusti 2021.
6. ↑  ”Resultat: Friidrotts-SM, Norrköping 5‐7.8.22”. friidrottsstatistik.se. https://www.friidrottsstatistik.se/resultsswe.php?CID=13019519&Season=2022. Läst 7 augusti 2022.
7. ↑  ”Resultat: Friidrotts-SM, Uddevalla 28‐30.6.24”. friidrottsstatistik.se. https://www.friidrottsstatistik.se/resultsswe.php?CID=13077169&Season=2024. Läst 29 juni 2024.
8. 1 2 3 4 5 6  ”Personsida hos Worldathletics” (på engelska). worldathletics.org. https://www.worldathletics.org/athletes/sweden/emma-ljungberg-14429407. Läst 8 september 2021.
9. ↑  ”European Athletics U20 Championships - Rieti 2013” (på engelska). european-athletics.org. http://www.european-athletics.org/competitions/european-athletics-u20-championships/history/year=2013/results/index.html. Läst 7 november 2017.
10. ↑  ”Svenska friidrottare i USA LÄSÅRET 2014/2015”. friidrott.se. 11 maj 2015. Arkiverad från originalet den 29 juni 2017. https://web.archive.org/web/20170629074123/http://www.friidrott.se/ovrigt/sweusa/sweusa15.aspx. Läst 7 november 2017.
11. ↑  ”Svenska friidrottare i USA LÄSÅRET 2015/2016”. friidrott.se. 25 maj 2016. Arkiverad från originalet den 21 mars 2017. https://web.archive.org/web/20170321084131/http://www.friidrott.se/ovrigt/sweusa/sweusa16.aspx. Läst 7 november 2017.
12. ↑  ”Svenska friidrottare i USA LÄSÅRET 2016/2017”. friidrott.se. 29 april 2017. Arkiverad från originalet den 7 november 2017. https://web.archive.org/web/20171107222437/http://www.friidrott.se/ovrigt/sweusa/sweusa17.aspx. Läst 7 november 2017.